# Vincent Ramondt
Vincent I. Ramondt (1 juni 1971) is een Nederlandse bridgespeler uit Alphen aan den Rijn.

## Carrière
De vaste bridgepartner van Ramondt is Berry Westra.
Ramondt werd kampioen van Nederland in de Meesterklasse viertallen in 2001, 2006, 2009 en 2019. Ook behaalde hij de 1e plaats MK Paren in 1997, 2000, 2002 en 2015.